# Eiwitcomplex

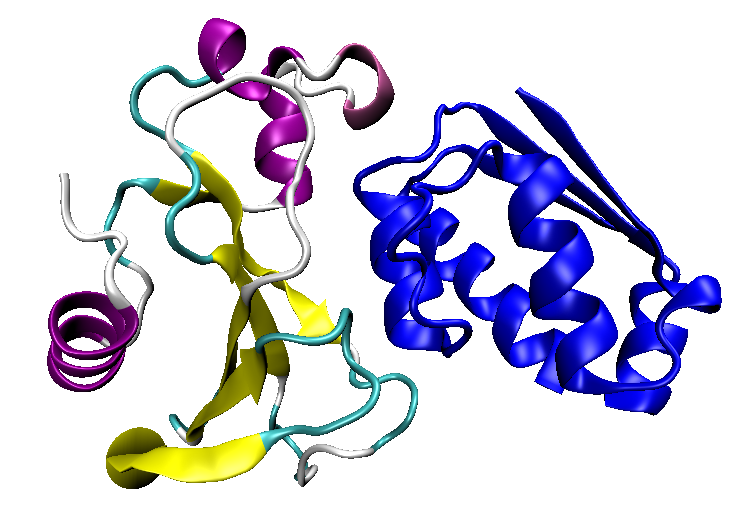
Bacillus amyloliquefaciens eiwitten in een complex

Een eiwitcomplex is een samengaan van meerdere eiwitten. Pas na samengaan in zo'n complex kunnen vele eiwitten hun functie in de cel uitoefenen. Er wordt bij de ruimtelijke structuur een quartaire, tertiaire, secundaire en primaire structuur onderscheiden.

## Opbouw
Een eiwitcomplex kan bestaan uit een samengaan van verschillende eiwitten of uit twee of meer dezelfde polypeptideketens, zoals bij insuline. De afzonderlijke eiwitten zijn vaak door waterstofbruggen en ionenbruggen met elkaar verbonden. Ook covalente bindingen komen voor. De afzonderlijke eenheden van zo'n eiwitcomplex worden protomeren genoemd. Enkele protomeren kunnen ook als zelfstandig eiwit een functie hebben, maar velen zijn pas werkzaam in een complex. Een voorbeeld van een eiwitcomplex bestaande uit meerdere eiwitten is immuunglobuline (antilichaam). Hierbij vormen twee dezelfde zware en twee dezelfde lichte eiwitten met in totaal vier zwavelbruggen een antilichaam.

## Specifieke binding
Vele eiwitdomeinen zorgen voor zeer specifieke interacties tussen eiwitten en liggen tengrondslag aan de vorming van eiwitcomplexen. Voorbeelden hiervan zijn de PDZ-domeinen en ankyrine-repeats. 
Dikwijls vormen ook specifieke brugeiwitten met dergelijke eiwitdomeinen de basis van eiwitcomplexen, waarbij ze  zogenaamde bruggen vormen tussen de verschillende eiwitten.

## Onderzoeksmethoden
Vele moleculairbiologische methoden kunnen eiwitcomplexen onderzoeken, voorbeelden zijn:
- Fluorescentiemicroscopie of confocale laserfluorescentiemicroscopie voor het colokaliseren van eiwitten
- Förster resonance energy transfer
- Gel-elektroforese - gedenatureerde en native gel
- Immuunprecipitatie in combination met Western blot of 2D-gel-elektroforese
- Gist-twee-hybride (Y2H)
- Onderzoek naar eiwitbindingen met atoomkrachtmicroscoop
- Structuuronderzoek door kernspinresonantie en röntgendiffractie
- Proteïne-chip